# V373 Кассіопеї
V373 Кассіопеї (V373 Cas) — подвійна зоря в північному сузір'ї Кассіопея. Є підозри, що вона є затемнюваною подвійною з видимою зоряною величиною, яка зменшується від базової 6,03 до 6,13. Система розташована на відстані приблизно 6200 світлових років від Сонця, але наближається до нього з радіальною швидкістю близько −25,5 км/с (мінус означає наближення).

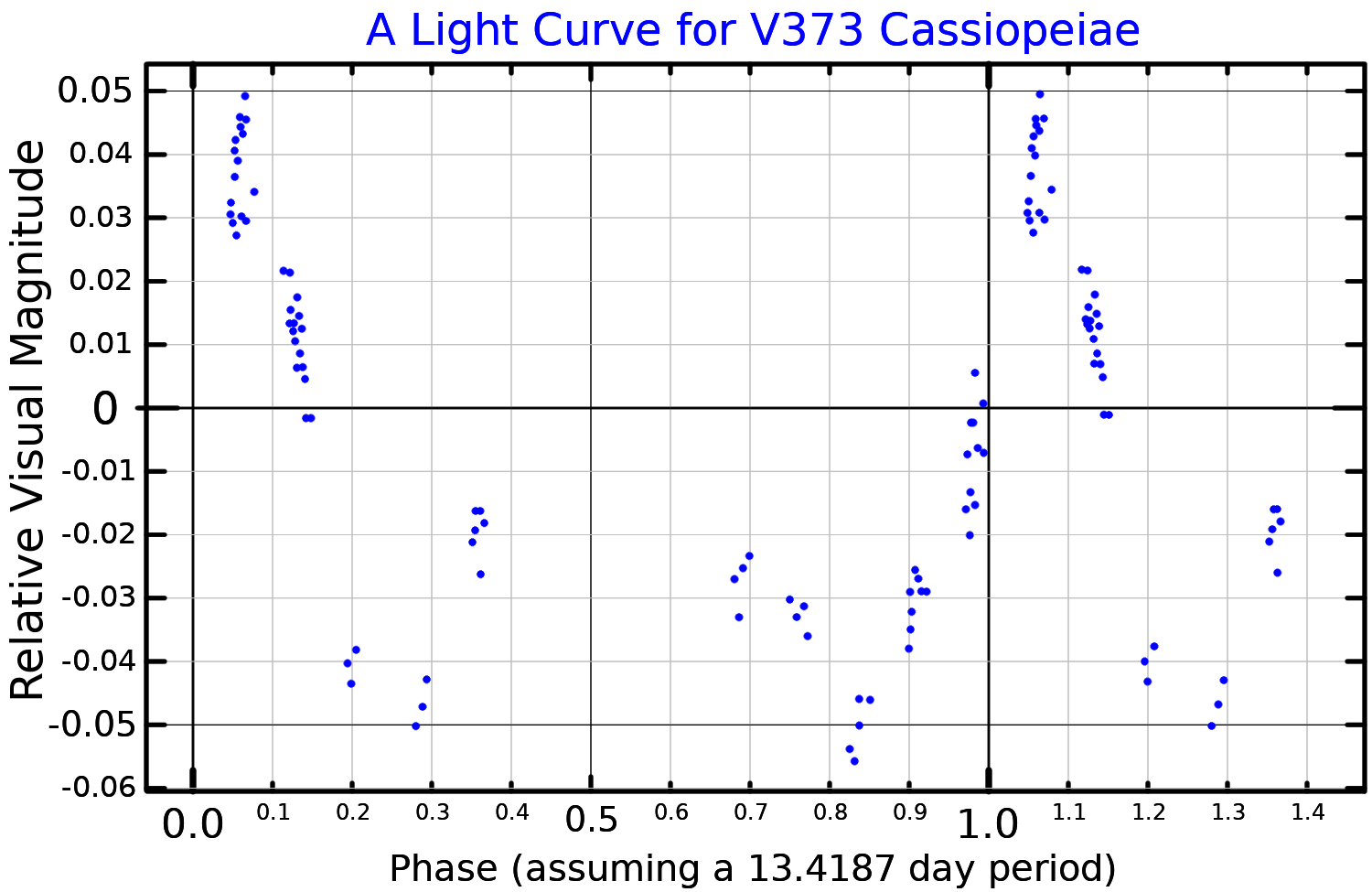
Крива блиску у видимому діапазоні для V373 Кассіопеї, адаптована з роботи Ліндса (1959).

Про подвійну природу цієї системи оголосив у 1912 році Волтер Адамс. Це спектрально-подвійна зоря з орбітальним періодом 13,4 доби та ексцентриситетом 0,13.
У 1958 році Роджер Ліндс (C. Roger Lynds) виявив, що система є змінною, і показав, що цикл змінності пов'язаний з її орбітальним періодом. Її описують не як затемнювану, а як пульсуючу зорю. Це різновид пульсуючих зір, пульсації яких зумовлені приливним притяганням близького супутника.
V373 Кассіопеї складається з двох гарячих блакитно-білих зір-гігантів, які вже вичерпали водень у своїх ядрах і розширилися, зійшовши з головної послідовності. Любимков (Lyubimkov) та його колеги, проаналізувавши їхню спектральну й променеву швидкість, обчислили, що зорі були в 19 та 15 разів масивніші за Сонце, а вік системи становить близько 7—8 мільйонів років. Первинний компонент є більш розвиненим і зараз наближається до заповнення своєї порожнини Роша, коли перебуває в периастроні.